# George Bickham der Ältere

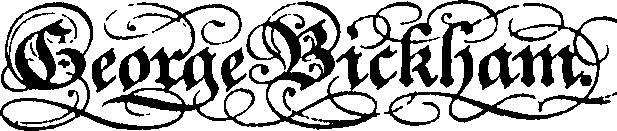
Gravur „George Bickham“

George Bickham der Ältere (* um 1684 in London; † 1758 in Richmond) war ein englischer Schreibmeister und Kupferstecher. Er ist vor allem für seine Kupferstiche in The Universal Penman bekannt, einer Sammlung von Schreibbeispielen, die dazu beitrugen, die englische Round-Hand-Schrift im 18. Jahrhundert populär zu machen.

## Leben und Arbeitsbereiche
George Bickham gehörte zu der Generation, die den Übergang von der gotischen „Secretary hand“ (Bastarda-Kursive) zur „Round hand“ erlebte. Die „Anglicana“ war die spätmittelalterliche kursive Gebrauchsschrift. Die Englische Schreibschrift entstand aus der französischen Variante der „Italian hand“ (Cancellaresca).

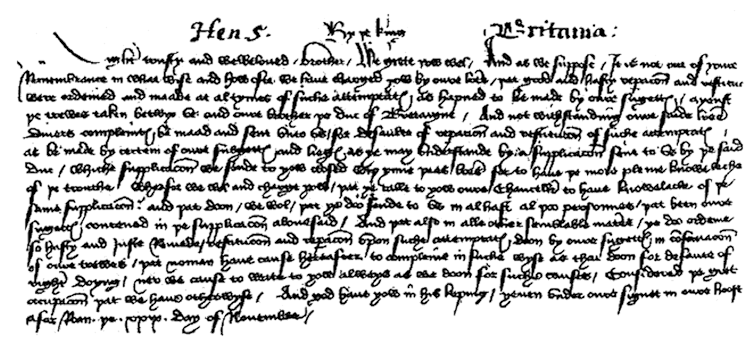
Die gotische Kursive English chancery hand (1418), später „Secretary hand“ genannt
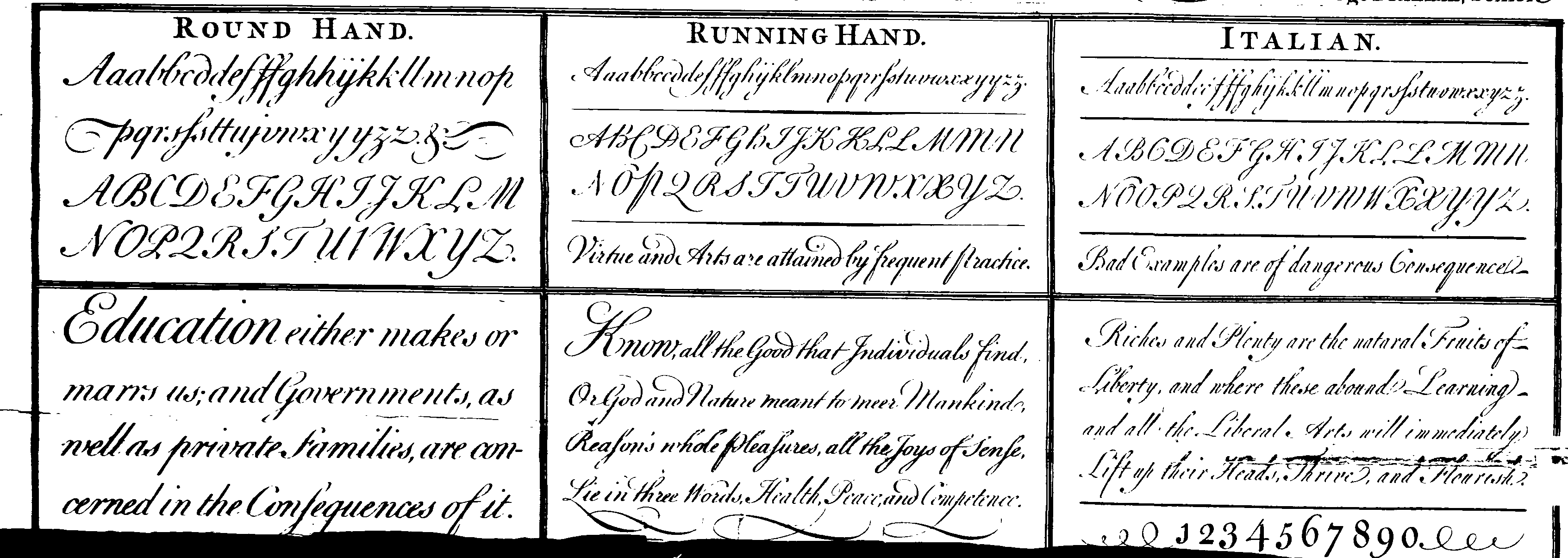
Aus: The Universal Penman – von der Italian hand zur Round hand

Bickham sammelte Schreibvorlagen von vielen Londoner Schreibmeistern, unter anderen von John Seddon, John Clarke, Joseph Champion, gravierte und veröffentlichte sie in The Universal Penman, die zwischen 1733 und 1741 in zweiundfünfzig Teilen herausgegeben wurde. Diese Sammlung wurde zu einem der wichtigsten und beliebtesten Schreibvorlagen, die von Schreibmeistern verwendet wurden, um ihre Schüler zu unterrichten. Es wird immer noch von Kalligraphen verwendet, die sich für die englische Round Hand (oder Copperplate-Schrift) interessieren.
Viele der Beispiele in Bickhams Universal Penman konzentrierten sich auf die Bedeutung guter und lesbarer Schriften für junge Männer, die in der Wirtschaft oder in der Regierung arbeiteten (The Young Clerk’s Assistant), obwohl es auch Vorlagen gab, die sich an Frauen und Mädchen richteten.
George Bickham erstellte Übungshefte (Copybooks) und Geschäftstexte, da es in der Mitte des 17. Jahrhunderts bis ins frühe 18. Jahrhundert eine starke Verbindung zwischen Schreiben und Rechnen (Buchhaltung) gab. Die „English hand“ muss intensiv geübt werden, dafür wirkt sie elegant und leicht, ideal für den englischen Kaufmann (Blatt 133: Success in Business).

Die Vielfalt der Bickhamschen Kupferstiche
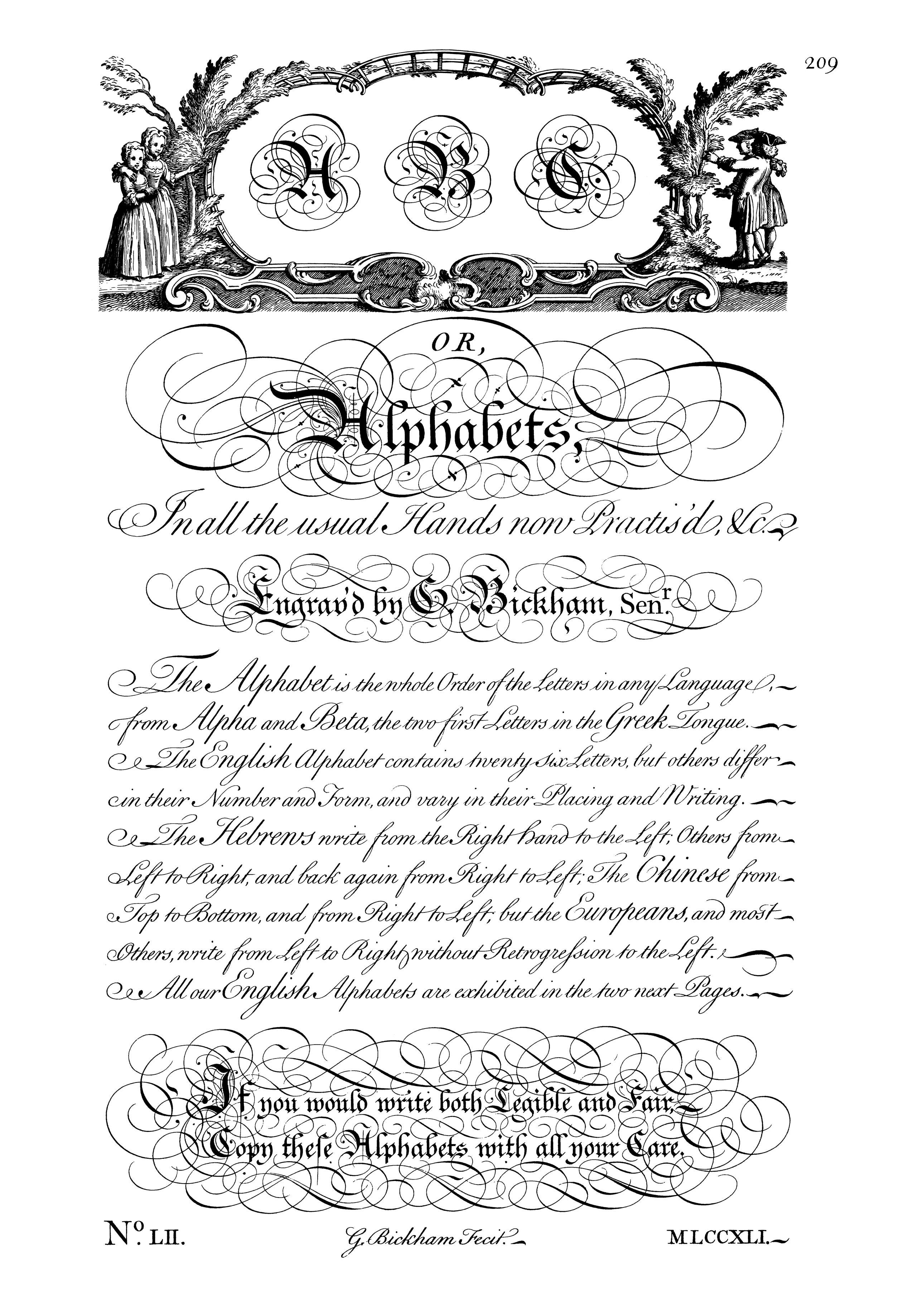
Seite aus Bickhams The Universal Penman 1731
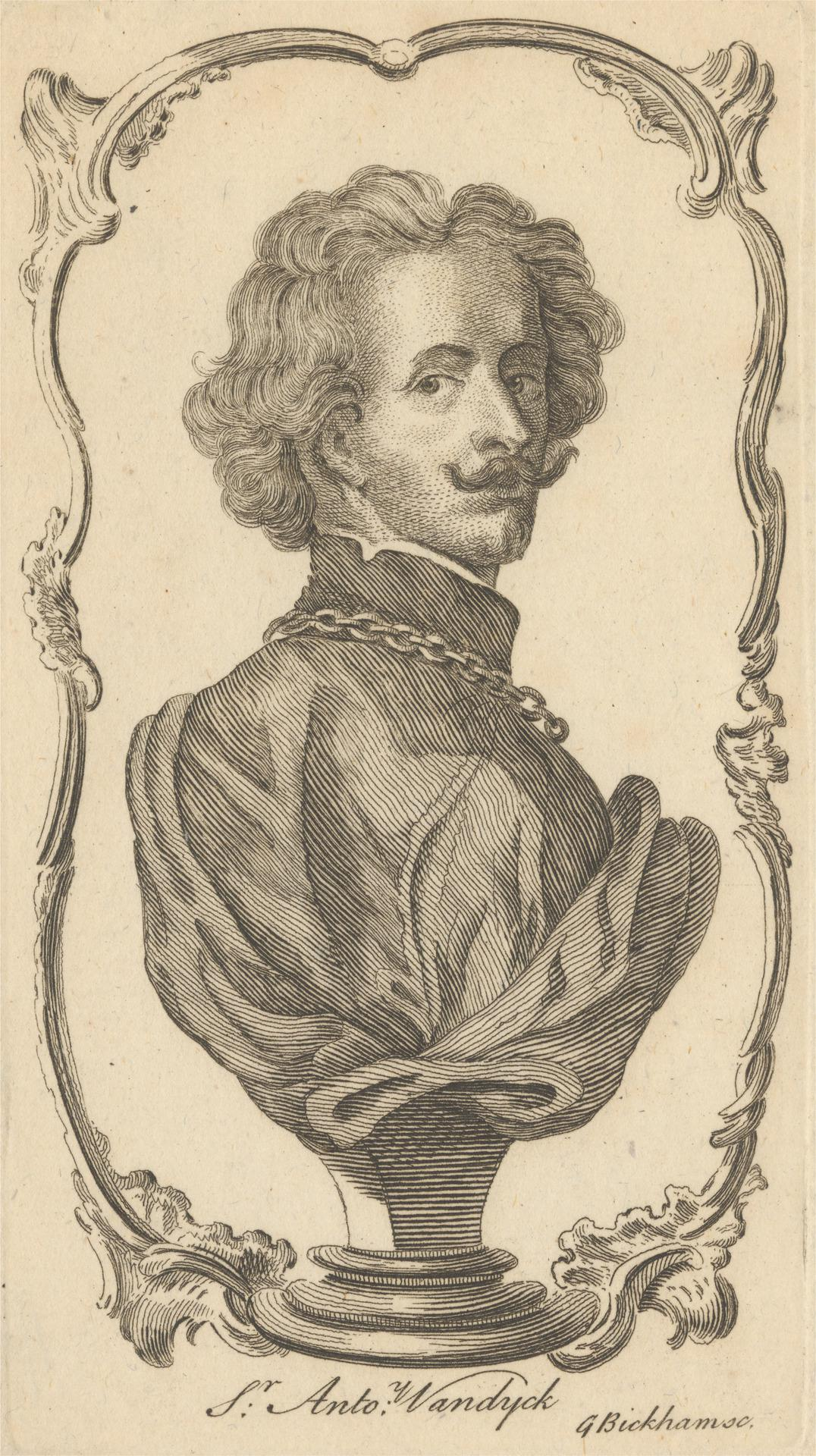
„Büste“ von Anthonis van Dyck
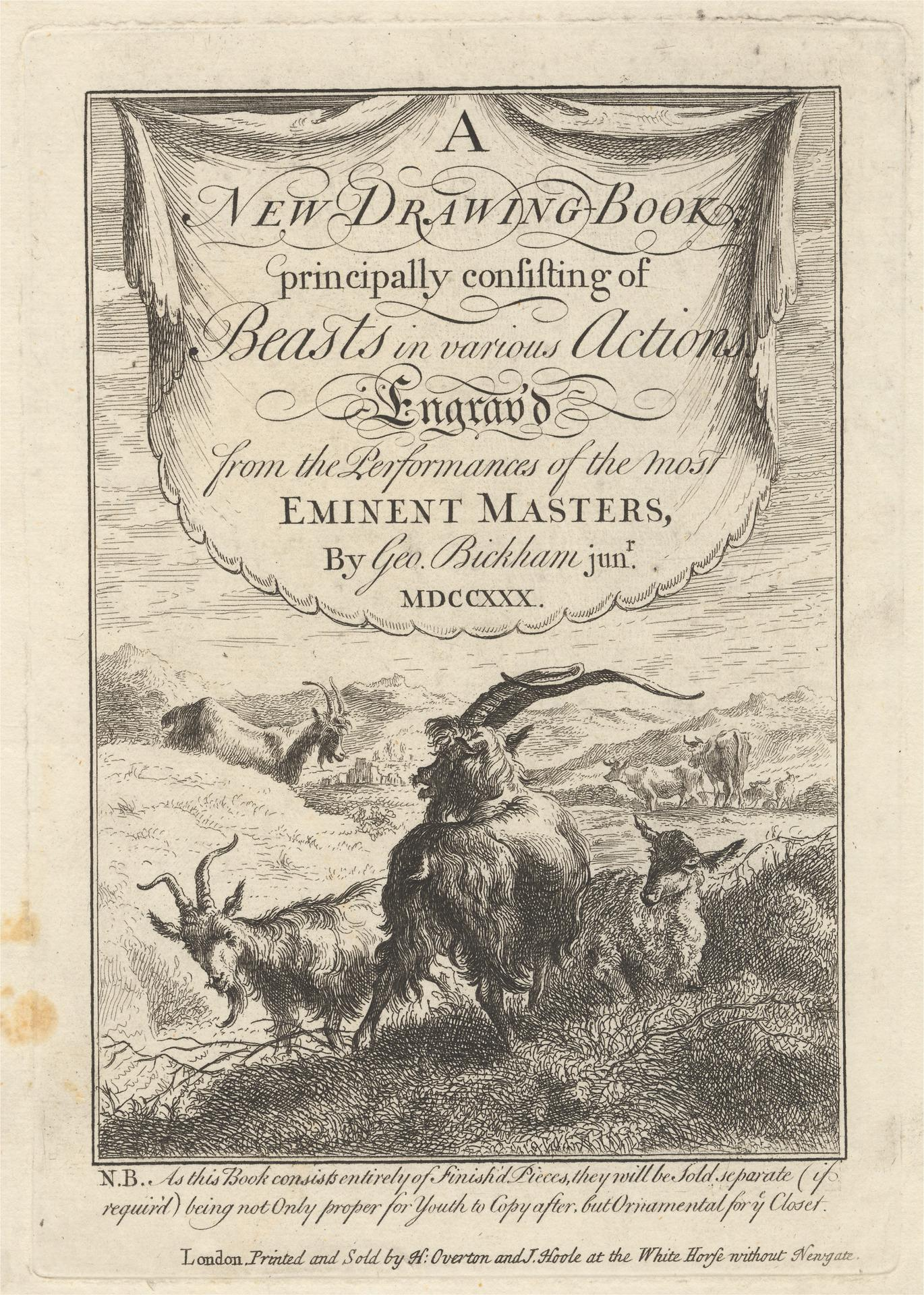
Titelblatt von New Drawing Book
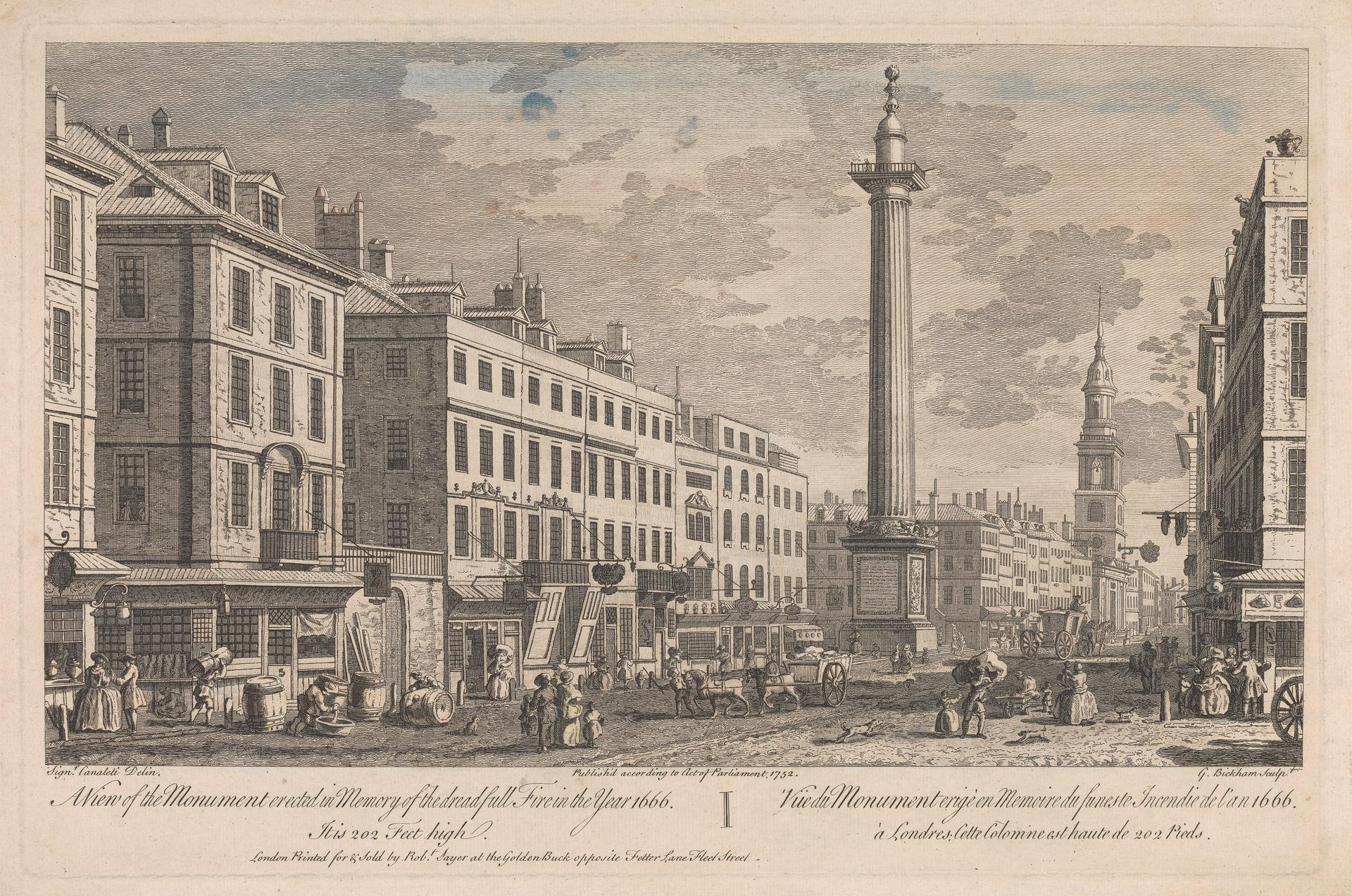
Monument zur Erinnerung an das Große Feuer 1666 von London
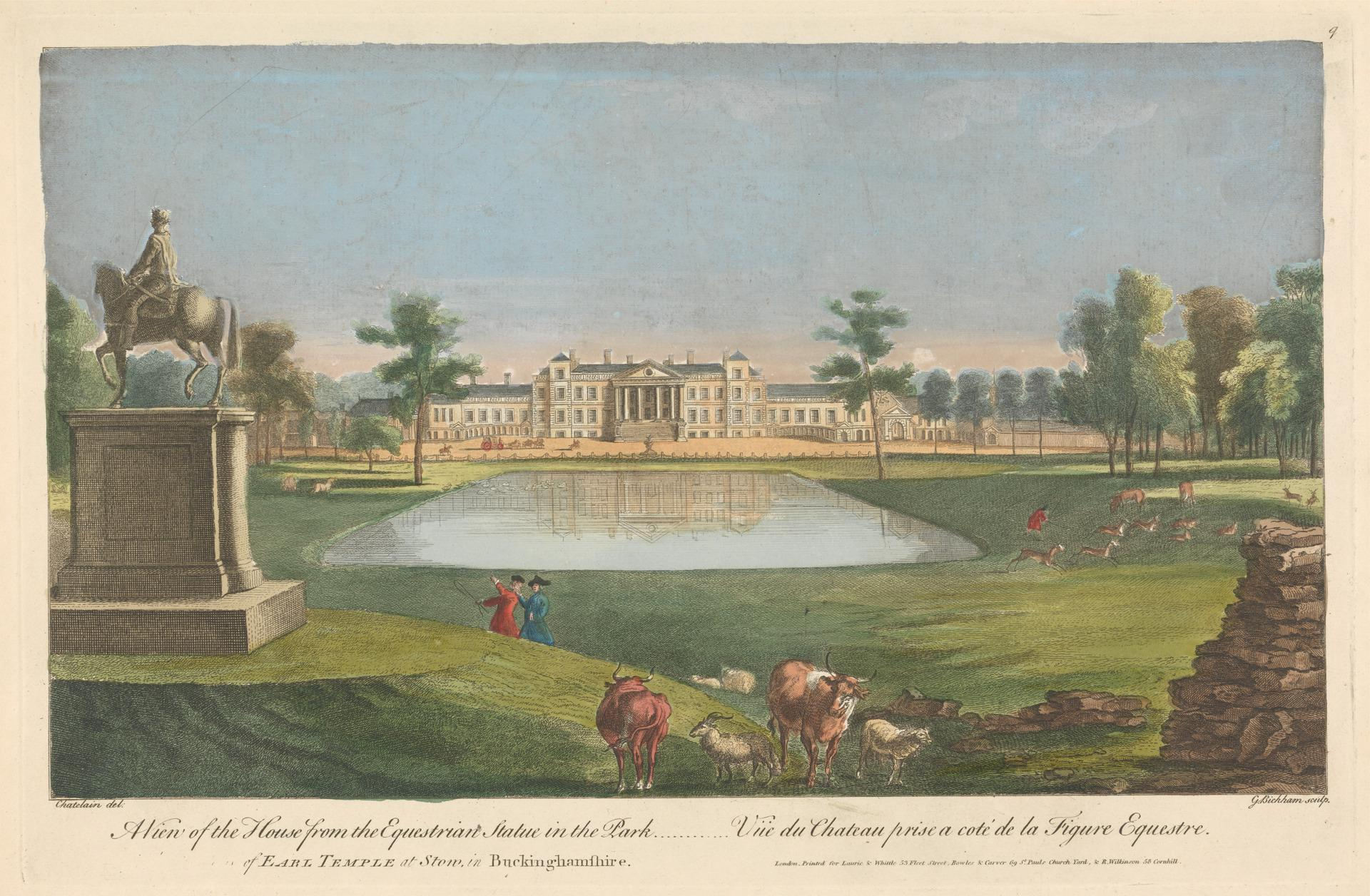
Ansicht vom Park und Earl Temple at Stow

The Universal Penman war George Bickhams Sammelwerk ausgewählter Beispiele zeitgenössischer Kalligrafen, „verziert mit wundervollem Schmuck“. Er war selbst ein ausgezeichneter Schreiber und Zeichner.
Bickham stach nicht nur Schrift-Vorlagenblätter, sondern auch Porträts der besten Schreibmeister (z. B. George Shelly), Adlige und Admirale, Künstler (z. B. van Dyck) und Gelehrte (z. B. Isaak Newton). Zu Bickhams weiteren Veröffentlichungen gehörte The British Monarchy, eine Sammlung von Kupferplatten historischer Beschreibungen mit Ansichten englischer und walisischer Grafschaften.
Im Mai 1767 versteigerte Bickham hochbetagt seine Kupferplatten, Drucke und Bücher. Zwei Jahre später starb er in London.
Sein Sohn George Bickham der Jüngere (1705–1771) war ebenfalls ein Londoner Kupferstecher, dessen bekanntestes Werk The Musical Entertainer war, ein aufwändig illustriertes Notenbuch mit populären Liedern der damaligen Zeit (1735–40).

## Werke (Auswahl)
- George Bickham’s Penmanship Made Easy or The Young Clerk’s Assistent. London 1733, reprint: Toronto 1997 (google.de).
- The Universal Penman. 1733–1741. Reprint 1941 (google.de).
- The British Monarchy, or a chorographical description. 1748.
- The Drawing and Writing Tutor. 1748.